# Intergraph
Intergraph Corporation — организация-разработчик в области таких технологий, как компьютерная графика, геоинформационные системы, аппаратные ускорители компьютерной графики, полноценная среда для проектирования и твердотельного моделирования (не путать с системами для автоматизированного черчения — CAD) и многое другое. Первые разработки подобных систем появились уже на VAX.

## История

### Зарождение
В феврале 1969 году группа инженеров, работавших в Federal Systems Division корпорации IBM в центре аэрокосмической промышленности США Marshall Rocket Center (г. Хантсвилл, штат Алабама), над проектом разработки программного обеспечения для управления ракетами Сатурн (англ. Saturn), основала компанию M&S Computing. Группа учредителей состояла из Джима Мидлока, его жены Ненси, Терри Шенсмена, Кейта Шонрока и Роберта Тарбера. Спустя 6 месяцев к ним присоединился Джеймс Тейлор.
Предполагаемый успех M&S Computing зиждился на том расчёте, что правительственные агентства начнут использовать цифровые вычислительные системы взамен аналоговых, используемых в то время для управления ракетами в режиме реального времени, и что частная компания сможет преуспеть за счёт этого изменения технологии. Ранние работы компании были связаны с применением ЦВМ для управления ракетами в реальном времени по заказам NASA и армии США. Как большинство начинающих компаний организация бралась выполнять любую работу, помогающую оплатить счета. Результаты многих из тех работ заканчивались использованием компьютерной графики для отображения данных, например, расчётной траектории (симуляции) запуска ракет.
Подобные усилия NASA в этом направлении существенно подвигли компанию к бизнесу в области компьютерной графики. Позже такое ПО было расширено на область проектирования интегральных схем. Мидлок в тот момент выдвинул концепцию о ПО, способном генерировать компьютерную графику без участия программиста, что было новым словом в индустрии. Первые версии этих программных систем были реализованы на мини-компьютерах Xerox (бывших Scientific Data Systems) Sigma 5 и Sigma 2.

### Выход на биржу
Занявшись компьютерной графикой всерьёз M&S Computing в 1980 г. сменила имя на Intergraph (Interactive graphics), что подчеркнуло нацеленность компании на выпуск продуктов интерактивной графики. После смены названия в 1981 году Intergraph стала публичной компанией, чьи акции стали обращаться на фондовом рынке (NASDAQ: INGR).

### Смена статуса
29 ноября 2006 года Intergraph объявила о завершении приобретения Intergraph Corporation инвестиционной группой, возглавляемой Hellman & Friedman LLC. Снова став частной компанией, Intergraph получила 1,3 млрд. долл. США инвестиций.
В октябре 2010 года компанию Intergraph купила компания Hexagon AB. Со слов представителей московского офиса Intergraph, в ближайшее время не планируется проводить ребрендинг компании в связи с её покупкой. Изменений в названия продуктовых линеек также не планируется.

## Продукция и использование
Многие продукты (включая процессоры Intel, высокопроизводительные графические платы Silicon Graphics, графические платы «WildCat», ПО для твердотельного моделирования и пр.) являются продуктом INGR или используют разработки INGR.
Геоинформационные системы от Intergraph в России используют нефтяная и газовая промышленность, предприятия, обслуживающие земельный рынок и занимающиеся кадастром. Последним, например, поставили тысячи лицензий, и только по международному проекту поддержки развития земельной реформы в России «ЛАРИС» — более 1000.
Intergraph является поставщиком №1 для правительственных органов США, что зачастую вызывает искусственное сдерживание сбыта его продуктов и технологий на территории стран бывшего СССР. Хотя Служба внешней разведки РФ использует цифровые фотограмметрические станции ImageStation и прецизионные фотограмметрические сканеры PhotoScan (а может и цифровые аэрофотокамеры Z/I Imaging DMC).

## Открытые стандарты
Intergraph — один из учредителей международного некоммерческого консорциума открытых ГИС-технологий Open Geospatial Consortium (OGC).
В последние годы к этому движению подключились все ведущие предприятия. Даже ESRI — одно из наиболее конкурирующих с INGR предприятий в мире. Стандарты OGC, основанные на разработках INGR, Oracle и Microsoft, представляют современную промышленную платформу геоматики.